# 司馬越
司馬 越（しば えつ、? - 永嘉5年3月19日（311年4月23日））は、西晋の皇族で八王の乱の八王の一人。字は元超。司馬懿の四弟である司馬馗の孫で、高密文献王司馬泰の長男。母は楊俊の孫娘。妻は裴氏。子は司馬毗。八王の乱を終結させて朝政の第一人者となり、漢軍の侵攻を幾度も阻んだが、懐帝と対立する中で病死した。

## 生涯

### 若き日
若い頃より名声が有り、謙虚で質素な生き方をしていたので、内外から模範とされた。
初め、父の世子として騎都尉に任じられ、駙馬都尉楊邈と琅邪王司馬伷の子司馬繇と共に皇太子の教育係となった。後に散騎侍郎・左衛将軍などを歴任し、侍中を加えられた。
元康元年（291年）3月、恵帝の皇后賈南風は宦官董猛・孟観・李肇・楚王司馬瑋らと結託し、当時権勢を振るっていた司馬炎の外戚楊駿とその三族や側近を尽く捕らえた。この時、司馬越もまた賈南風に協力して討伐に貢献したので、功績により五千戸侯に封じられ、散騎常侍・輔国将軍・尚書右僕射・游撃将軍に任じられた。その後、再び侍中に任じられ、奉車都尉を加えられた。さらに侍従50人を与えられ、同年8月、別に東海王に封じられて6県の食邑を与えられた。
永康元年（300年）、中書令に任じられ、その後またも侍中に移った。さらに司空・領中書監に昇進した。

### 司馬乂殺害
太安2年（303年）8月、成都王司馬穎と河間王司馬顒が朝政を主管していた長沙王司馬乂討伐を掲げて挙兵すると、これに対して恵帝は詔を発し、司馬顒らを弾劾して司馬乂にその討伐を命じた。司馬乂は幾度も大勝を挙げて戦況を有利に進めたが、司馬顒の将軍張方は正攻法では勝利を得られないと考え、洛陽を包囲して兵糧攻めを行い、さらに千金堨（洛陽東の堰）を破壊して洛陽を水不足に陥れた。これにより洛陽城内は混乱し、米1石が1万銭まで高騰するようになった。
永安元年（304年）1月、合戦は長期に渡ったので、司馬越は洛陽城内の食糧状況から司馬乂には勝ち目がないと判断し、左衛将軍朱黙を始めとした殿中諸将と結託すると、夜中に密かに司馬乂を捕らえた。翌日、司馬越は恵帝にこの事を報告し、司馬乂の官を免じて金墉城に幽閉するという詔が発せられた。こうして洛陽の城門は開かれて殿中将士は城外に出たが、張方の将兵が疲労して士気が低いことを知り、政変を大いに後悔した。その為、将兵は司馬乂を助け出し、改めて司馬穎・司馬顒に抵抗しようとした。司馬越はこれを恐れて急ぎ司馬乂を殺そうと考えたが、黄門郎潘滔は「自ら手を下さずとも、障害を除こうと動く者がおります」と進言すると、洛陽城外の張方と連絡を取り合い、司馬乂の監禁場所を告げた。翌日、張方は郅輔に三千の兵を与えて金墉城から司馬乂を連れ出させると、自分の陣営で焼き殺した。動乱が鎮まると、司馬越は病と称して官職を返上しようとしたが、恵帝は許さずに司馬越に守尚書令を加えた。

### 皇帝軍の敗北
これ以降、鄴を鎮守する皇太弟・丞相司馬穎が政権を掌握したが、その奢侈は日に日に悪化し、また自らが君主であるかのように振る舞った。さらに、孟玖ら寵臣に政治を任せたので、民を大いに失望させた。司馬越はこれに憤り、討伐を目論んで右衛将軍陳眕・殿中中郎逯苞・成輔・司馬乂の旧将上官巳らと共に謀議を重ねた。
7月、陳眕は詔を奉じて三公を始めとした百官や殿中の諸将に司馬穎を討つよう命じ、羊献容を皇后に、司馬覃を皇太子に復位させた。司馬越は大都督に任じられ、恵帝を奉じて鄴へ向けて軍を発した。皇帝軍が進軍すると、司馬越は各地で義兵を集結させ、魏郡の安陽県に入る頃には10万人余りに規模が膨れ上がった。司馬穎は石超に5万の兵を与えて防戦を命じ、蕩陰に進軍させた。陳眕の二人の弟である陳匡と陳規は鄴城にいたが、隙を見て逃走して皇帝軍の陣営へ至ると「鄴城内は人心が離散しています」と報告したので、司馬越らは油断して警戒を怠るようになった。石超はこの機を逃さず皇帝軍の本営を急襲すると、皇帝軍は蕩陰県で大敗を喫し、百官や侍御は慌てて四散してしまい、恵帝は捕らわれの身となった。司馬越は下邳へ逃走したが、都督徐州諸軍事・東平王司馬楙は入城を拒絶したので、封国の東海へ帰還した。
司馬越とその兄弟である司馬騰・司馬略・司馬模はみな声望があったので、司馬穎は寛大に罪を許して鄴に招く事で混乱を鎮めようとしたが、司馬越は応じなかった。

### 恵帝奪還

#### 山東軍決起
8月、司馬越の弟である東嬴公司馬騰は都督幽州諸軍事王浚と共に司馬穎討伐を掲げて決起し、司馬穎は恐れて恵帝を伴い洛陽へ逃走した。11月、張方は恵帝と司馬穎を引き連れ、司馬顒の本拠地長安への遷都を強行した。12月、司馬顒は戦禍を収める為に司馬越との和解を望み、彼を太傅として長安に招聘し、共に朝政を補佐しようと呼びかけた。たが、司馬越はこれを受けなかった。
永興2年（305年）、東海国中尉劉洽は司馬越へ、張方の討伐を勧めた。司馬越はこれに同意し、劉洽を左司馬に、尚書曹馥を軍司に任じた。7月、司馬越は山東の四征将軍・鎮・州郡に檄文を送り「義軍を起こして天子を迎え入れ、旧都（洛陽）を復しようではないか」と宣言した。司馬楙は以前司馬越を拒んだので、この檄文を大いに恐れ、長史王脩の勧めに従って徐州を司馬越に譲った。これにより司馬越は自ら都督徐州諸軍事を兼任し、司馬楙には代わって兗州刺史を称させ、この事を上表した。長安にいる恵帝は劉虔を派遣し、司馬越と司馬楙に正式に官爵を与えた。
この時、司馬越の弟である司馬騰が幽州を、司馬略が青州を、司馬模が冀州をそれぞれ統治しており、強大な勢力となっていた。その為、范陽王司馬虓や都督幽州諸軍事王浚らは司馬越に呼応して盟主に推戴した。司馬越は刺史以下の官員を皇帝の代行として任命するようになり、朝臣は長安から離れて司馬越の下に集うようになった。
司馬顒は司馬越の決起を知ると、恵帝の詔を奉じて司馬越らに封国に還るよう命じたが、司馬越らは詔を無視した。また、司馬越は信任していた太弟中庶子繆播とその従弟である右衛率繆胤を長安に派遣し、司馬顒を説得して恵帝を洛陽に還らせ、陝県を境に東西で分割統治をすることを提案した。繆胤は司馬顒の前妃の弟だったので、司馬顒はこれを信用して従おうとしたが、張方が反対したので結局応じなかった。

#### 劉喬との戦い
司馬越は3万の兵を率いて西へ進軍して沛郡蕭県に入り、司馬虓は許昌を出て滎陽に駐軍した。また、司馬越は琅邪王司馬睿を平東将軍・監徐州諸軍事に任じて下邳を守らせ、劉蕃を淮北護軍に、劉輿を潁川郡太守に任じた。さらに、豫州刺史劉喬を冀州刺史に任じ、代わって司馬虓を豫州刺史に任じたが、劉喬は帝からの命では無い事からこれを拒絶した。さらに、劉喬は司馬越と結託した劉輿兄弟の悪事を上書すると、兵を発して許昌を攻撃し、劉喬の長男の劉祐には蕭県の霊璧で司馬越軍を防がせた。司馬越はこれに敗れ、蕭県から進めなくなった。東平王司馬楙もまた司馬越・司馬虓に反発し、劉喬と結託した。
10月、劉喬からの上書が長安に届くと、司馬顒は劉喬を鎮東将軍に任じて符節を与え、元車騎将軍石超・北中郎将王闡・将軍楼褒らを洛陽北の河橋に進ませて劉喬の後援とした。荊州刺史劉弘は司馬越と劉喬の双方に手紙を送り、兵を収めて共に皇室を補佐するよう呼びかけたが、両者とも拒否した。
許昌を守る司馬虓は劉喬に敗れ、劉輿兄弟と共に河北に逃走した。司馬模は将軍宋冑を河橋に進軍させて王闡を阻んだ。12月、司馬虓は王浚の援護を受けて反攻に転じると、河橋を攻めて王闡を討ち取り、さらに滎陽で石超を討った。これを受け、劉喬は拠点としていた考城から撤退した。司馬虓は劉琨と督護田徽を東進させて廩丘を守る司馬楙を敗走させると、遂に劉祐に逼迫されていた司馬越と合流を果たした。司馬越は彼らと兵を併せると、劉祐を撃破してその首級を挙げた。これにより劉喬本隊も瓦解し、劉喬は平氏へ逃走した。
司馬越は陽武に進駐し、王浚は将軍祁弘に鮮卑突騎と烏桓突騎を率いさせ、司馬越と合流させた。
永興3年（306年）1月、劉喬の敗北を聞いた司馬顒は大いに恐れ、張方を殺してその首を司馬越の下へ送って改めて和平を求めたが、司馬越は拒絶した。
司馬模配下の宋冑が河橋を攻め、劉褒を西に撤退させた。さらに、司馬模は前鋒督護馮嵩に宋冑と合流させ、洛陽に向けて進撃させた。洛陽の守将呂朗は滎陽に進軍したが、劉琨が張方の首を示すと戦意喪失して投降した。こうして山東軍は洛陽を抑えた。

#### 長安へ進撃
司馬越は祁弘・宋冑・司馬纂に鮮卑の許扶歴・駒次宿帰らの歩騎兵を率いさせ、長安にいる恵帝の奪還を命じた。
4月、司馬越は温県に駐軍した。祁弘らが函谷関に入ると、司馬顒は弘農郡太守彭随と北地郡太守刁黙を湖県に派遣して祁弘らを阻んだ。
5月、祁弘は彭随と刁黙に大勝し、函谷関を突破した。司馬顒は大いに恐れ、馬瞻と郭伝を灞水に派遣して防戦させたが、馬瞻らは敗戦して兵は散亡した。司馬顒はこれを聞くと、遂に単身で長安から太白山へ逃走した。祁弘らは長安に入ると、恵帝を牛車に乗せて東に帰った。司馬越は大軍をもってこれを護送し、さらに太弟太保梁柳を鎮西将軍に任じて関中を守らせた。6月、恵帝は洛陽に無事帰還を果たした。
この時、司馬顒配下の馬瞻らが長安に入って梁柳を殺害し、始平郡太守梁邁と共に太白山から司馬顒を迎え入れた。だが、弘農郡太守裴廙・秦国内史賈龕・安定郡太守賈疋らはこれに反発して挙兵し、馬瞻と梁邁を討伐した。司馬越もまた督護糜晃を派遣して司馬顒を攻撃させた。糜晃が鄭県に入ると、司馬顒は平北将軍牽秀を馮翊に駐軍させて糜晃を防がせたが、司馬顒の長史楊騰は寝返って牽秀を殺した。これにより、関中勢力は全て司馬越に帰順し、司馬顒はただ長安だけを保つのみとなった。

### 朝政を主管
8月、詔により司馬越は太傅・録尚書事に任じられ、下邳郡・済陽郡の2郡を増封された。
司馬越は司馬虓を司空に任じて鄴城を守らせ、司馬模を鎮東大将軍に任じて許昌を守らせ、王浚を驃騎大将軍・都督東夷河北諸軍事・領幽州刺史に任じ、吏部郎庾敳を軍諮祭酒に、元太弟中庶子胡毋輔之を従事中郎に、黄門侍郎郭象を主簿に、鴻臚丞阮脩を行参軍に、謝鯤を掾に任じた。また、胡毋輔之が推挙した光逸を登用した。庾敳と郭象は国政に関心を持たず品行も悪かったが、その名が天下に知られていたので、司馬越は官職を与えたという。11月、司馬穎が鄴城で殺害されると、司馬越は司馬穎の側近であった盧志を招集し、軍諮祭酒に任じた。また、司馬虓の死を聞くとその長史である劉輿を朝廷に招聘したが、ある人が「劉輿は膩であり、近づけば人を汚します」と讒言したので、司馬越は彼を重用しなかった。だが、劉輿は兵簿や倉庫を観察し、牛馬・器械・水陸の地形を研究してみな暗記しており、議論においてはいつも的確に意見を述べたので、司馬越は大いに信任して左長史に任じ、謀略を任せるようになった。
当時、并州では匈奴の劉淵が挙兵して漢を建国しており、多くの郡県がその手中に落ちていた。10月、劉輿は弟の劉琨に并州を守らせ、北の異民族への防御壁とするよう司馬越に進言した。司馬越はこれに従い、劉琨を并州刺史に任じた。また、亡くなった司馬虓に代わり、司馬騰を車騎将軍・都督鄴城諸軍事に任じて鄴城を守らせた。
11月、恵帝は餅を食べて中毒になり、顕陽殿で崩御した（司馬越による毒殺説もある）。こうして皇太弟司馬熾が皇帝に即位する手はずとなったが、皇后羊献容は皇太弟が即位してしまうと自らが皇太后になれないので、元皇太子司馬覃を皇帝に立てようとしたが、侍中華混はこれを諫め、さらに司馬越に手紙を送って急ぎ司馬熾を入宮させるよう勧めた。司馬覃もまたこれに応じなかったので、羊献容の目論見は果たされず、司馬熾は無事入宮を果たした。皇帝に即位した司馬熾は政治を司馬越に委ねたので、司馬越は権力を全て手中にした。
12月、司馬越は朝政の混乱を鎮める為、詔書を用いて司馬顒を司徒に任じ、洛陽へ招聘した。司馬顒はこれを受けて洛陽に向かったが、司馬模はこれを認めずに密かに配下の梁臣を派遣し、新安で司馬顒を絞殺した。
永嘉元年（307年）1月、司馬越の姑の子である吏部郎周穆は御史中丞諸葛玫と共に「主上（懐帝）は元々張方により太弟となりました。清河王（司馬覃）はその前の太子でありましたが、群凶に拝されておりました。先帝（恵帝）が暴崩（不審死）したとき、大いに東宮（司馬熾）を疑いました。公（司馬越）は、伊尹・霍光の行いを思い出し、社稷を平寧にして下さいますよう」と進言したが、司馬越は聞き入れなかった。周穆らが幾度もこの事を進言すると、司馬越は怒って二人を処断した。周穆と諸葛玫は代々の名門の家柄だったので、罪は本人だけに留められた。
2月、東萊出身の王弥が征東大将軍を自称し、兵を率いて青州・徐州一帯を大いに荒らしまわり、太守を二人殺害した。司馬越は鞠羨を東萊郡太守に任じて王弥討伐に当たらせたが、王弥はこれを破って鞠羨を討ち取った。
3月、司馬覃の弟である豫章王司馬詮が皇太子に立てられた。司馬越は江南の名家である顧栄を侍中に、紀瞻を尚書郎に、周玘を参軍に、陸玩を掾に任じたが、彼らは徐州に入った所で北方の混乱を聞き、洛陽へ入るのを躊躇した。司馬越は怒って徐州刺史裴盾へ「顧栄らが傍観して動かないようであれば、軍法によって彼等を連れて来たまえ」と命じたので、顧栄らは恐れて帰郷してしまった。

### 洛陽から出鎮
懐帝は次第に自ら政治を行うようになり、あらゆる政務に目を配ったので、政権掌握を目論んでいた司馬越は大いに不満を抱くようになった。その為、司馬越は洛陽を出る事を願い出たが、懐帝は認めなかった。だが、司馬越は命令を無視して許昌に出鎮した。また、司馬略を征南大将軍・都督荊州諸軍事に任じて襄陽を守らせ、司馬模を征西大将軍・都督秦雍梁益四州諸軍事に任じて長安を守らせ、司馬騰を新蔡王に封じて都督司冀二州諸軍事に任じて鄴城を守らせた。
5月、牧人首領の汲桑が大将軍を自称し、前年に殺害された司馬穎の報復を掲げて挙兵した。汲桑は鄴城を攻め落として司馬騰を殺害し、次いで楽陵に攻め込んで幽州刺史石尟を敗死させ、さらに乞活（流民集団）の田禋を破った。そのまま兗州へ攻め入ると、司馬越は驚愕して兗州刺史苟晞と将軍王讃に討伐を命じた。苟晞は平原と陽平の間で汲桑配下の石勒と対峙し、睨み合いは数カ月に渡った。大小合わせて30を超える戦を繰り広げたが、両軍とも譲らなかった。7月、汲桑と石勒の予想以上の強さに司馬越は驚き、自ら軍を率いて官渡まで乗り出し、苟晞の援護に当たった。8月、援護を受けた苟晞は東武陽において敵軍を破って汲桑を敗走させると、追撃して九つの砦を攻め落とし、敵軍の死者は1万人余りを数えた。汲桑と石勒は敗残兵をかき集めたが、司馬越はさらに冀州刺史丁紹を派遣して追撃を掛けると、丁紹は赤橋において汲桑を撃破し、乞活の田甄らが再び兵を動かして汲桑を楽陵で討ち取った。こうして官軍は鄴を奪還した。司馬越が許昌に帰還すると、苟晞を撫軍将軍・都督青兗二州諸軍事に任じ、丁紹を寧北将軍・監冀州諸軍事に任じ、両者に符節を与えた。また、田甄を汲郡太守とし、田蘭を鉅鹿郡太守とした。田甄は魏郡太守の位を求めたが、司馬越は許さなかったので、これを恨んだという。
11月、王衍は司馬越へ「朝廷が危難に臨んだ今、方伯（地方の守将）の力が重要です。文武を兼ね備えた者を任命するべきです」と勧めると、司馬越は王衍の弟である王澄を都督荊州諸軍事に、族弟である王敦を青州刺史に抜擢した。
12月、前北軍中候呂雍と度支校尉陳顔らは司馬覃を皇太子に立てようと画策したが、事前に発覚してしまい、司馬越は偽の詔を発して司馬覃を金墉城に幽閉した。
司馬越は国家の仇敵を討たんとする苟晞の志を立派であると思い、義兄弟の契りを結んだ。すると、司馬潘滔らは司馬越を諫めて「兗州は天下の要衝であり、魏武（曹操）もここから創業しました。苟晞は志が大きく、長期間兗州を任せるのは危険です。青州に移して高い官位を与えてやれば苟晞も喜ぶでしょう。公自らが兗州を治めるべきかと」と勧めると、司馬越はこれに同意した。詔と称し、司馬越は自ら丞相・兗州牧・都督兗豫司冀幽并六州諸軍事となったが、丞相については敢えて辞退した。また、苟晞を征東大将軍・開府儀同三司に任じ、侍中・仮節・都督青州諸軍事を加え、青州刺史を兼任させ、東平郡公に昇格させた。これにより、苟晞と司馬越の関係には亀裂が入った。
永嘉2年（308年）2月、幽閉していた司馬覃を殺害した。3月、許昌から鄄城に拠点を移した。
4月、前年より乱を起こしていた王弥が許昌へ侵攻し、これを占領した。司馬越はこれを聞くと、左司馬王斌に精鋭五千を与えて洛陽を守らせた。王斌は涼州からの援軍である北宮純と合流し、共同で防衛に当たった。5月、王弥軍は洛陽へ襲来したが、北宮純の活躍もあり、撃退に成功した。
8月、漢の軍勢が鄄城に迫ると、守兵は瓦解してしまった。司馬越はこれを忌々しく思ったが、やむなく濮陽に駐屯し、やがて滎陽に移った。その後、乞活の田甄らの軍勢を呼び寄せたが、以前の経緯より司馬越に不信感を抱いていた田甄は応じなかったので、司馬越は監軍劉望に討伐させた。劉望が黄河を北に渡ると田甄は撤退したが、同じく乞活の李惲・薄盛は田蘭を斬ってその部下を率いて司馬越に降った。残りの勢力である田甄・任祉・祁済は軍を捨てて上党に逃走した。

### 衆望を失う
永嘉3年（309年）3月、司馬越は滎陽から洛陽に帰還すると、太学を府とした。この時、朝臣はみな司馬越の二心を疑っていたという。懐帝が自らの側近である中書監繆播・太僕繆胤・散騎常侍王延・尚書何綏・太史令高堂沖らを政治の中枢に関わらせるようになると、司馬越はこれを不安視して劉輿へ相談した。劉輿は潘滔と共に繆播らを誅殺するよう勧めると、司馬越はこれに従って繆播らに謀反の罪をでっち上げ、平東将軍王秉に三千人の兵を与えて入宮させ、繆播ら10人余りを逮捕して廷尉に引き渡し、処刑した。懐帝はただ泣いて嘆息する事しか出来なかったという。この一件により、司馬越は大いに衆望を失い、大いに猜疑の感情を抱かれる事となった。散騎侍郎高韜は国を憂えて「司馬越は誹謗をもって誣り、時政の害を為している。このようなやり方で自らを安んずる事は出来ぬ」と述べた。司馬越は王敦を揚州刺史に任じ、司馬越は兗州牧の任を辞して領司徒となった。
当時、連年に渡り続いた内乱の多くが宮中で起きていた事から、司馬越は保身の為に宿衛の中で侯爵に封じられた者を全て罷免し、周りを近臣で固めた。その為、殿中の武官や封侯らは、役所から出た際に武具を没収され、みな涙を流して去った。こうして、司馬越の側近である右衛将軍何倫・左衛将軍王秉が東海国の兵数百を率いて宿衛の任に就いた。
4月、漢の征東大将軍王弥・楚王劉聡・前鋒都督石勒が壷関を攻めると、司馬越は淮南内史王曠・安豊郡太守衛乾・将軍施融・曹超らを派遣してこれを防がせた。施融は黄河に拠って守りを固めるべきだと進言したが、王曠は聞き入れずに黄河を渡ると、高都・長平の間で劉聡軍と遭遇し、大敗を喫して施融・曹超は戦死した。
8月、漢の劉聡と王弥が洛陽に襲来すると、司馬越は平北将軍曹武らに防がせたが敗北した。弘農郡太守垣延は夜襲を仕掛け、劉聡らを破り撤退させた。
10月、漢の劉聡・王弥らがまたも洛陽へ襲来し、洛陽の各門へ攻勢をかけた。太傅参軍孫詢は司馬越へ、劉聡軍の虚を衝くよう進言すると、司馬越は孫詢・丘光・楼裒らに劉聡本営を奇襲させ、呼延朗を討ち取り、劉厲を洛水で入水させた。これにより漢軍は撤退した。
永嘉4年（310年）2月、司馬越は建威将軍銭璯と揚州刺史王敦を洛陽に招集したが、銭璯は王敦を殺して挙兵しようと目論んだので、王敦は建業に奔って琅邪王司馬睿に投じた。
10月、并州刺史劉琨は漢王朝打倒の為、司馬越へ使者を派遣し、代王拓跋猗盧と協力して劉聡と石勒を討つよう持ちかけた。だが、司馬越は青州刺史苟晞と豫州刺史馮崇と対立しており、彼らに背後を突かれることを恐れて断った。劉琨は征討を諦め、拓跋猗盧を本国へ帰らせた。
相次ぐ兵難により洛陽の食糧が枯渇して来ると、司馬越は各地に檄文を送って洛陽救援を命じた。だが、朝廷を援けるために上洛する者は誰一人いなかった。

### 憤死
司馬越は急速に勢力を拡大する漢を前に何の手も打てなかったので、朝廷で不安な日々を送った。その為、軍装して入朝すると石勒討伐の許可を求め、洛陽の兵で兗州・豫州の乱を鎮圧しようとした。だが、懐帝は「今、逆虜が郊畿を侵逼し、王室は蠢蠢となり、心が固まっていない。朝廷社稷は公に頼っているのに、なぜ根本を疎かにして遠くに出ようとするのだ」と反対したが、司馬越は「臣が軍を率いて必ずや賊を滅ぼします。そうすれば、不逞の奴らが消殄し、東の諸州からの職貢は流通するようになるでしょう。これにより、国威は宣暢し、藩屏としての役割を果たせるのです。もし洛陽に留まって機会を失えば、賊の弊害は日に日に強くなり、いよいよ憂いは重く大きくなるでしょう」と述べた。
11月、司馬越は4万の兵を率いて許昌に向かい、妃の裴氏・世子の司馬毗・龍驤将軍李惲・右衛将軍何倫を洛陽に残した。また、潘滔を河南尹に任じて洛陽の政治を委ね、司馬越は行尚書台も遠征に随行させた。さらに、太尉王衍を軍司とし、人望・名声のある者が全て司馬越に従軍する事となったので、洛陽は官員がいなくなって警護が不足し、宮中でも盗賊や人殺しが横行するようになった。司馬越は東に軍を発すると項県に駐軍し、馮嵩を左司馬に任じ、自ら領豫州牧となった。詔が下り、司馬越には九錫が加えられた。司馬越は四方に羽檄を放って共に石勒を討つよう呼びかけたが、これに応じる者はいなかった。
竟陵王司馬楙は上書し、懐帝へ洛陽を監視していた司馬越の側近何倫を討つ事を進言した。懐帝はこれを許可したが、作戦は失敗した。懐帝は禍を避ける為、全ての罪を司馬楙に帰したが、司馬楙は洛陽から逃走したので罪を免れた。
周馥は上表して寿春への遷都を勧めたが、司馬越はかねてより周馥からその振る舞いを非難されていたので存在を疎ましく思っており、また自分に話を通さずに直接上表した事に激怒した。また、以前より周馥と淮南郡太守裴碩は司馬越より招集を受けていたが、周馥は出発したくなかったので、先に裴碩に向かわせた。この時、裴碩は突如として挙兵すると、周馥が独断で命を下していると称し、司馬越の密旨を受けたと偽って周馥を討伐した。
永嘉5年（311年）1月、裴碩の要請により、司馬睿は将軍甘卓と郭逸を討伐に向かわせ、周馥は敗れて項県へ逃走した。
この頃、司馬潘滔や尚書劉望らは共謀し、司馬越と対立していた苟晞を誣告して陥れようとした。苟晞はこれに怒り、上表して潘滔らを処刑するよう求め、また司馬越の従事中郎劉洽を自らの軍司とするよう請うたが、司馬越はいずれも拒絶した。苟晞はこれを受けて「司馬元超（司馬越の字）は皇室の藩屏の宰相でありながら公平を欠き、天下を混乱させている。苟道将（苟晞の字）がどうして不義の者に仕えようか。韓信は衣食の恵に耐えられずに婦人によって殺害された。今こそ国賊を誅殺し、王室を奉るのだ。そうすれば桓公や文公といえども遠い存在とはならんぞ！」と言い放ち、諸州に檄を飛ばして司馬越の罪を並べ立てた。
懐帝は司馬越の専横に不満を抱いており、さらに司馬越が洛陽に留めた何倫らは公卿の財産を略奪して公主を辱めていたので、苟晞に密詔を与えて司馬越討伐を命じた。司馬越は苟晞と懐帝が頻繁に文書を交わしている事を疑い、成皋間に騎兵を巡回させて苟晞の使者を捕らえた。これにより詔令や朝書を得たので、その謀略が知れ渡る事となった。司馬越は出征して豫州を押さえ、苟晞討伐を目論んだ。檄を飛ばして苟晞の罪状を述べ、従事中郎楊瑁を兗州に派遣し、徐州刺史裴盾と共に苟晞を攻撃させた。苟晞は機先を制し、騎兵を派遣すると河南尹潘滔を捕らえた。潘滔は夜中に逃走したが、苟晞はさらに尚書劉曽・侍中程延を捕らえると、これを処刑した。
3月、司馬越は憂憤の為に病に罹り、王衍に後事を託した。その後間もなく、項城において急死。その死は隠され、喪は発せられなかった。

### 死後
司馬越の配下は王衍を盟主にしようとしたが、王衍は辞退して襄陽王司馬範に譲った。だが、司馬範もまた辞退したので、晋軍は指揮官不在のまま、司馬越の棺を封国である東海に運ぶため、軍を動かした。司馬越が死んだとの報が洛陽に届くと、司馬越の妃裴氏と子の司馬毗も、左衛将軍何倫と右衛将軍李惲に伴われて東海へ向かった。
4月、石勒は晋の大軍が東下しているのを知ると、軽騎兵を率いて強襲を掛けた。王衍は銭端に命じて迎え撃たせたが、石勒はこれを返り討ちにし、銭端を斬り殺した。さらに攻勢を続けて本隊を撃ち破ると、撤退しようとした敵軍へ追撃をかけ、騎兵を分けて包囲すると一斉射撃を浴びせ掛けた。これによって敵軍の将兵10万人余りは折り重なるように倒れて天高く積み上がり、逃げ切れた兵はほとんどいなかった。この戦いで西晋の重臣の大半が捕らえられて処刑され、晋朝の主戦力は事実上壊滅した。また、石勒は司馬越の棺を暴いてその屍を焼き払うと「天下を乱したのはこの男である。天下のために報いを与え、その骨を焼いて天地に告げよう」と宣言した。天下の人は司馬越に敗戦の罪を帰したので、懐帝は詔を発して司馬越を県王に貶した。次いで石勒は洧倉まで軍を進めて何倫・李惲の軍に追いつくとこれを潰滅させ、司馬毗を始め諸々の王公や官僚を生け捕りして全員を処断した。ここでも死者はおびただしい数となった。ただ、司馬毗は生死不詳とする説もある。
同時に、妃の裴氏だけは奴隷として生き延び、後に長江を渡って東晋に入った。彼女は司馬越の魂を招いて葬りたいと請うたので、元帝（司馬睿）は群臣にこの事を議論させたが、博士傅純の反対もあり許可は降りなかった。だが、裴氏は詔を奉らず、広陵郡で司馬越を祭った。
大興4年（321年）、司馬越の墓は壊されて丹徒に改葬され、元帝より東海孝献王と諡され、三男の司馬沖が後継として立てられた。

## 評価
晋書においては『司馬越は威権を専断し、覇業を為さんと画策していた。また、朝賢をかねてより望み、佐吏・名将・精兵を選出して自らの府を充足させた。臣下に有るまじき行動を取っている事は四海の誰もが知る所であった。故に公私共に欠乏し、寇乱が起きて州郡の心は離れ、上下は崩離し、禍は深くなり、憂懼は疾と成ったのである』と、司馬越の振る舞いは酷評されている。

## 宗室
- 『晋書』本紀巻1～10、列伝巻7・8・29・44・68・69による
- 太字は皇帝（追贈含む）、数字は即位順。
- 灰網掛けは八王の乱にて殺害された人物。

|                 |                 |                 |                 |                 |                 |  |  |                 |                 |                 |                 |                 |                 |  |  |                 |                 |                 |                 |                 |                 |  |  |               |               |               |               |               |               |  |  | 舞陽侯 司馬防 |               |               |               |               |               |  |  |               |               |               |               |               |               |  |  |                |                |                |                |                |                |  |  |                |                |                |                |                |                |  |  |                 |                 |                 |                 |                 |                 |  |  |               |               |               |               |               |               |  |  |  |  |  |  |  |  |  |  |  |  |  |  |  |  |  |  |  |  |  |  |  |  |  |  |  |  |  |  |  |  |  |  |  |  |  |  |  |  |  |  |  |  |  |  |  |  |  |  |
|                 |                 |                 |                 |                 |                 |  |  |                 |                 |                 |                 |                 |                 |  |  |                 |                 |                 |                 |                 |                 |  |  |               |               |               |               |               |               |  |  |               |               |               |               |               |               |  |  |               |               |               |               |               |               |  |  |                |                |                |                |                |                |  |  |                |                |                |                |                |                |  |  |                 |                 |                 |                 |                 |                 |  |  |               |               |               |               |               |               |  |  |  |  |  |  |  |  |  |  |  |  |  |  |  |  |  |  |  |  |  |  |  |  |  |  |  |  |  |  |  |  |  |  |  |  |  |  |  |  |  |  |  |  |  |  |  |  |  |  |
|                 |                 |                 |                 |                 |                 |  |  |                 |                 |                 |                 |                 |                 |  |  |                 |                 |                 |                 |                 |                 |  |  |               |               |               |               |               |               |  |  |               |               |               |               |               |               |  |  |               |               |               |               |               |               |  |  |                |                |                |                |                |                |  |  |                |                |                |                |                |                |  |  |                 |                 |                 |                 |                 |                 |  |  |               |               |               |               |               |               |  |  |  |  |  |  |  |  |  |  |  |  |  |  |  |  |  |  |  |  |  |  |  |  |  |  |  |  |  |  |  |  |  |  |  |  |  |  |  |  |  |  |  |  |  |  |  |  |  |  |
|                 |                 |                 |                 |                 |                 |  |  |                 |                 |                 |                 |                 |                 |  |  | (追)宣帝 司馬懿 | (追)宣帝 司馬懿 | (追)宣帝 司馬懿 | (追)宣帝 司馬懿 | (追)宣帝 司馬懿 | (追)宣帝 司馬懿 |  |  |               |               |               |               |               |               |  |  |               |               |               |               |               |               |  |  |               |               |               |               |               |               |  |  | 安平王 司馬孚  | 安平王 司馬孚  | 安平王 司馬孚  | 安平王 司馬孚  | 安平王 司馬孚  | 安平王 司馬孚  |  |  |                |                |                |                |                |                |  |  | 東武城侯 司馬馗 | 東武城侯 司馬馗 | 東武城侯 司馬馗 | 東武城侯 司馬馗 | 東武城侯 司馬馗 | 東武城侯 司馬馗 |  |  |               |               |               |               |               |               |  |  |  |  |  |  |  |  |  |  |  |  |  |  |  |  |  |  |  |  |  |  |  |  |  |  |  |  |  |  |  |  |  |  |  |  |  |  |  |  |  |  |  |  |  |  |  |  |  |  |
|                 |                 |                 |                 |                 |                 |  |  |                 |                 |                 |                 |                 |                 |  |  | (追)宣帝 司馬懿 | (追)宣帝 司馬懿 | (追)宣帝 司馬懿 | (追)宣帝 司馬懿 | (追)宣帝 司馬懿 | (追)宣帝 司馬懿 |  |  |               |               |               |               |               |               |  |  |               |               |               |               |               |               |  |  |               |               |               |               |               |               |  |  | 安平王 司馬孚  | 安平王 司馬孚  | 安平王 司馬孚  | 安平王 司馬孚  | 安平王 司馬孚  | 安平王 司馬孚  |  |  |                |                |                |                |                |                |  |  | 東武城侯 司馬馗 | 東武城侯 司馬馗 | 東武城侯 司馬馗 | 東武城侯 司馬馗 | 東武城侯 司馬馗 | 東武城侯 司馬馗 |  |  |               |               |               |               |               |               |  |  |  |  |  |  |  |  |  |  |  |  |  |  |  |  |  |  |  |  |  |  |  |  |  |  |  |  |  |  |  |  |  |  |  |  |  |  |  |  |  |  |  |  |  |  |  |  |  |  |
|                 |                 |                 |                 |                 |                 |  |  |                 |                 |                 |                 |                 |                 |  |  |                 |                 |                 |                 |                 |                 |  |  |               |               |               |               |               |               |  |  |               |               |               |               |               |               |  |  |               |               |               |               |               |               |  |  |                |                |                |                |                |                |  |  |                |                |                |                |                |                |  |  |                 |                 |                 |                 |                 |                 |  |  |               |               |               |               |               |               |  |  |  |  |  |  |  |  |  |  |  |  |  |  |  |  |  |  |  |  |  |  |  |  |  |  |  |  |  |  |  |  |  |  |  |  |  |  |  |  |  |  |  |  |  |  |  |  |  |  |
| (追)景帝 司馬師 | (追)景帝 司馬師 | (追)景帝 司馬師 | (追)景帝 司馬師 | (追)景帝 司馬師 | (追)景帝 司馬師 |  |  | (追)文帝 司馬昭 | (追)文帝 司馬昭 | (追)文帝 司馬昭 | (追)文帝 司馬昭 | (追)文帝 司馬昭 | (追)文帝 司馬昭 |  |  | 汝南王 司馬亮   | 汝南王 司馬亮   | 汝南王 司馬亮   | 汝南王 司馬亮   | 汝南王 司馬亮   | 汝南王 司馬亮   |  |  | 琅邪王 司馬伷 | 琅邪王 司馬伷 | 琅邪王 司馬伷 | 琅邪王 司馬伷 | 琅邪王 司馬伷 | 琅邪王 司馬伷 |  |  | 梁王 司馬肜   | 梁王 司馬肜   | 梁王 司馬肜   | 梁王 司馬肜   | 梁王 司馬肜   | 梁王 司馬肜   |  |  | 趙王 司馬倫   | 趙王 司馬倫   | 趙王 司馬倫   | 趙王 司馬倫   | 趙王 司馬倫   | 趙王 司馬倫   |  |  | 太原王 司馬瓌  | 太原王 司馬瓌  | 太原王 司馬瓌  | 太原王 司馬瓌  | 太原王 司馬瓌  | 太原王 司馬瓌  |  |  |                |                |                |                |                |                |  |  | 高密王 司馬泰   | 高密王 司馬泰   | 高密王 司馬泰   | 高密王 司馬泰   | 高密王 司馬泰   | 高密王 司馬泰   |  |  |               |               |               |               |               |               |  |  |  |  |  |  |  |  |  |  |  |  |  |  |  |  |  |  |  |  |  |  |  |  |  |  |  |  |  |  |  |  |  |  |  |  |  |  |  |  |  |  |  |  |  |  |  |  |  |  |
| (追)景帝 司馬師 | (追)景帝 司馬師 | (追)景帝 司馬師 | (追)景帝 司馬師 | (追)景帝 司馬師 | (追)景帝 司馬師 |  |  | (追)文帝 司馬昭 | (追)文帝 司馬昭 | (追)文帝 司馬昭 | (追)文帝 司馬昭 | (追)文帝 司馬昭 | (追)文帝 司馬昭 |  |  | 汝南王 司馬亮   | 汝南王 司馬亮   | 汝南王 司馬亮   | 汝南王 司馬亮   | 汝南王 司馬亮   | 汝南王 司馬亮   |  |  | 琅邪王 司馬伷 | 琅邪王 司馬伷 | 琅邪王 司馬伷 | 琅邪王 司馬伷 | 琅邪王 司馬伷 | 琅邪王 司馬伷 |  |  | 梁王 司馬肜   | 梁王 司馬肜   | 梁王 司馬肜   | 梁王 司馬肜   | 梁王 司馬肜   | 梁王 司馬肜   |  |  | 趙王 司馬倫   | 趙王 司馬倫   | 趙王 司馬倫   | 趙王 司馬倫   | 趙王 司馬倫   | 趙王 司馬倫   |  |  | 太原王 司馬瓌  | 太原王 司馬瓌  | 太原王 司馬瓌  | 太原王 司馬瓌  | 太原王 司馬瓌  | 太原王 司馬瓌  |  |  |                |                |                |                |                |                |  |  | 高密王 司馬泰   | 高密王 司馬泰   | 高密王 司馬泰   | 高密王 司馬泰   | 高密王 司馬泰   | 高密王 司馬泰   |  |  |               |               |               |               |               |               |  |  |  |  |  |  |  |  |  |  |  |  |  |  |  |  |  |  |  |  |  |  |  |  |  |  |  |  |  |  |  |  |  |  |  |  |  |  |  |  |  |  |  |  |  |  |  |  |  |  |
|                 |                 |                 |                 |                 |                 |  |  |                 |                 |                 |                 |                 |                 |  |  |                 |                 |                 |                 |                 |                 |  |  |               |               |               |               |               |               |  |  |               |               |               |               |               |               |  |  |               |               |               |               |               |               |  |  |                |                |                |                |                |                |  |  |                |                |                |                |                |                |  |  |                 |                 |                 |                 |                 |                 |  |  |               |               |               |               |               |               |  |  |  |  |  |  |  |  |  |  |  |  |  |  |  |  |  |  |  |  |  |  |  |  |  |  |  |  |  |  |  |  |  |  |  |  |  |  |  |  |  |  |  |  |  |  |  |  |  |  |
| 斉王 司馬攸     | 斉王 司馬攸     | 斉王 司馬攸     | 斉王 司馬攸     | 斉王 司馬攸     | 斉王 司馬攸     |  |  | (1)武帝 司馬炎  | (1)武帝 司馬炎  | (1)武帝 司馬炎  | (1)武帝 司馬炎  | (1)武帝 司馬炎  | (1)武帝 司馬炎  |  |  |                 |                 |                 |                 |                 |                 |  |  | 琅邪王 司馬覲 | 琅邪王 司馬覲 | 琅邪王 司馬覲 | 琅邪王 司馬覲 | 琅邪王 司馬覲 | 琅邪王 司馬覲 |  |  |               |               |               |               |               |               |  |  |               |               |               |               |               |               |  |  | 河間王 司馬顒  | 河間王 司馬顒  | 河間王 司馬顒  | 河間王 司馬顒  | 河間王 司馬顒  | 河間王 司馬顒  |  |  | 東海王 司馬越  | 東海王 司馬越  | 東海王 司馬越  | 東海王 司馬越  | 東海王 司馬越  | 東海王 司馬越  |  |  | 新蔡王 司馬騰   | 新蔡王 司馬騰   | 新蔡王 司馬騰   | 新蔡王 司馬騰   | 新蔡王 司馬騰   | 新蔡王 司馬騰   |  |  | 南陽王 司馬模 | 南陽王 司馬模 | 南陽王 司馬模 | 南陽王 司馬模 | 南陽王 司馬模 | 南陽王 司馬模 |  |  |  |  |  |  |  |  |  |  |  |  |  |  |  |  |  |  |  |  |  |  |  |  |  |  |  |  |  |  |  |  |  |  |  |  |  |  |  |  |  |  |  |  |  |  |  |  |  |  |
| 斉王 司馬攸     | 斉王 司馬攸     | 斉王 司馬攸     | 斉王 司馬攸     | 斉王 司馬攸     | 斉王 司馬攸     |  |  | (1)武帝 司馬炎  | (1)武帝 司馬炎  | (1)武帝 司馬炎  | (1)武帝 司馬炎  | (1)武帝 司馬炎  | (1)武帝 司馬炎  |  |  |                 |                 |                 |                 |                 |                 |  |  | 琅邪王 司馬覲 | 琅邪王 司馬覲 | 琅邪王 司馬覲 | 琅邪王 司馬覲 | 琅邪王 司馬覲 | 琅邪王 司馬覲 |  |  |               |               |               |               |               |               |  |  |               |               |               |               |               |               |  |  | 河間王 司馬顒  | 河間王 司馬顒  | 河間王 司馬顒  | 河間王 司馬顒  | 河間王 司馬顒  | 河間王 司馬顒  |  |  | 東海王 司馬越  | 東海王 司馬越  | 東海王 司馬越  | 東海王 司馬越  | 東海王 司馬越  | 東海王 司馬越  |  |  | 新蔡王 司馬騰   | 新蔡王 司馬騰   | 新蔡王 司馬騰   | 新蔡王 司馬騰   | 新蔡王 司馬騰   | 新蔡王 司馬騰   |  |  | 南陽王 司馬模 | 南陽王 司馬模 | 南陽王 司馬模 | 南陽王 司馬模 | 南陽王 司馬模 | 南陽王 司馬模 |  |  |  |  |  |  |  |  |  |  |  |  |  |  |  |  |  |  |  |  |  |  |  |  |  |  |  |  |  |  |  |  |  |  |  |  |  |  |  |  |  |  |  |  |  |  |  |  |  |  |
|                 |                 |                 |                 |                 |                 |  |  |                 |                 |                 |                 |                 |                 |  |  |                 |                 |                 |                 |                 |                 |  |  |               |               |               |               |               |               |  |  |               |               |               |               |               |               |  |  |               |               |               |               |               |               |  |  |                |                |                |                |                |                |  |  |                |                |                |                |                |                |  |  |                 |                 |                 |                 |                 |                 |  |  |               |               |               |               |               |               |  |  |  |  |  |  |  |  |  |  |  |  |  |  |  |  |  |  |  |  |  |  |  |  |  |  |  |  |  |  |  |  |  |  |  |  |  |  |  |  |  |  |  |  |  |  |  |  |  |  |
| 斉王 司馬冏     | 斉王 司馬冏     | 斉王 司馬冏     | 斉王 司馬冏     | 斉王 司馬冏     | 斉王 司馬冏     |  |  | (2)恵帝 司馬衷  | (2)恵帝 司馬衷  | (2)恵帝 司馬衷  | (2)恵帝 司馬衷  | (2)恵帝 司馬衷  | (2)恵帝 司馬衷  |  |  | 楚王 司馬瑋     | 楚王 司馬瑋     | 楚王 司馬瑋     | 楚王 司馬瑋     | 楚王 司馬瑋     | 楚王 司馬瑋     |  |  | 淮南王 司馬允 | 淮南王 司馬允 | 淮南王 司馬允 | 淮南王 司馬允 | 淮南王 司馬允 | 淮南王 司馬允 |  |  | 長沙王 司馬乂 | 長沙王 司馬乂 | 長沙王 司馬乂 | 長沙王 司馬乂 | 長沙王 司馬乂 | 長沙王 司馬乂 |  |  | 成都王 司馬穎 | 成都王 司馬穎 | 成都王 司馬穎 | 成都王 司馬穎 | 成都王 司馬穎 | 成都王 司馬穎 |  |  | (3)懐帝 司馬熾 | (3)懐帝 司馬熾 | (3)懐帝 司馬熾 | (3)懐帝 司馬熾 | (3)懐帝 司馬熾 | (3)懐帝 司馬熾 |  |  | 呉王 司馬晏    | 呉王 司馬晏    | 呉王 司馬晏    | 呉王 司馬晏    | 呉王 司馬晏    | 呉王 司馬晏    |  |  |                 |                 |                 |                 |                 |                 |  |  | 南陽王 司馬保 | 南陽王 司馬保 | 南陽王 司馬保 | 南陽王 司馬保 | 南陽王 司馬保 | 南陽王 司馬保 |  |  |  |  |  |  |  |  |  |  |  |  |  |  |  |  |  |  |  |  |  |  |  |  |  |  |  |  |  |  |  |  |  |  |  |  |  |  |  |  |  |  |  |  |  |  |  |  |  |  |
| 斉王 司馬冏     | 斉王 司馬冏     | 斉王 司馬冏     | 斉王 司馬冏     | 斉王 司馬冏     | 斉王 司馬冏     |  |  | (2)恵帝 司馬衷  | (2)恵帝 司馬衷  | (2)恵帝 司馬衷  | (2)恵帝 司馬衷  | (2)恵帝 司馬衷  | (2)恵帝 司馬衷  |  |  | 楚王 司馬瑋     | 楚王 司馬瑋     | 楚王 司馬瑋     | 楚王 司馬瑋     | 楚王 司馬瑋     | 楚王 司馬瑋     |  |  | 淮南王 司馬允 | 淮南王 司馬允 | 淮南王 司馬允 | 淮南王 司馬允 | 淮南王 司馬允 | 淮南王 司馬允 |  |  | 長沙王 司馬乂 | 長沙王 司馬乂 | 長沙王 司馬乂 | 長沙王 司馬乂 | 長沙王 司馬乂 | 長沙王 司馬乂 |  |  | 成都王 司馬穎 | 成都王 司馬穎 | 成都王 司馬穎 | 成都王 司馬穎 | 成都王 司馬穎 | 成都王 司馬穎 |  |  | (3)懐帝 司馬熾 | (3)懐帝 司馬熾 | (3)懐帝 司馬熾 | (3)懐帝 司馬熾 | (3)懐帝 司馬熾 | (3)懐帝 司馬熾 |  |  | 呉王 司馬晏    | 呉王 司馬晏    | 呉王 司馬晏    | 呉王 司馬晏    | 呉王 司馬晏    | 呉王 司馬晏    |  |  |                 |                 |                 |                 |                 |                 |  |  | 南陽王 司馬保 | 南陽王 司馬保 | 南陽王 司馬保 | 南陽王 司馬保 | 南陽王 司馬保 | 南陽王 司馬保 |  |  |  |  |  |  |  |  |  |  |  |  |  |  |  |  |  |  |  |  |  |  |  |  |  |  |  |  |  |  |  |  |  |  |  |  |  |  |  |  |  |  |  |  |  |  |  |  |  |  |
|                 |                 |                 |                 |                 |                 |  |  | 愍懐太子 司馬遹 | 愍懐太子 司馬遹 | 愍懐太子 司馬遹 | 愍懐太子 司馬遹 | 愍懐太子 司馬遹 | 愍懐太子 司馬遹 |  |  |                 |                 |                 |                 |                 |                 |  |  |               |               |               |               |               |               |  |  |               |               |               |               |               |               |  |  |               |               |               |               |               |               |  |  |                |                |                |                |                |                |  |  | (4)愍帝 司馬鄴 | (4)愍帝 司馬鄴 | (4)愍帝 司馬鄴 | (4)愍帝 司馬鄴 | (4)愍帝 司馬鄴 | (4)愍帝 司馬鄴 |  |  |                 |                 |                 |                 |                 |                 |  |  |               |               |               |               |               |               |  |  |  |  |  |  |  |  |  |  |  |  |  |  |  |  |  |  |  |  |  |  |  |  |  |  |  |  |  |  |  |  |  |  |  |  |  |  |  |  |  |  |  |  |  |  |  |  |  |  |

### 子
- 世子 司馬毗
- 養子 司馬沖（道譲） - 後の東海哀王、元帝の子
- 女児　名は不詳　-苟晞の子である苟某に嫁いだ

### 兄弟
- 新蔡王 司馬騰（元邁）
- 高密王 司馬略（元簡）
- 南陽王 司馬模（元表）